# Permakultúra

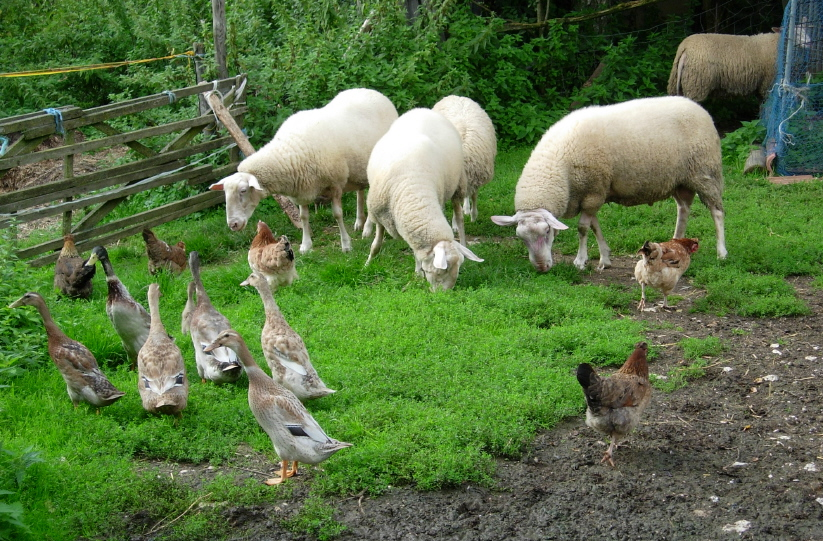
Permakultúrás gazdaság: szabad állattartás

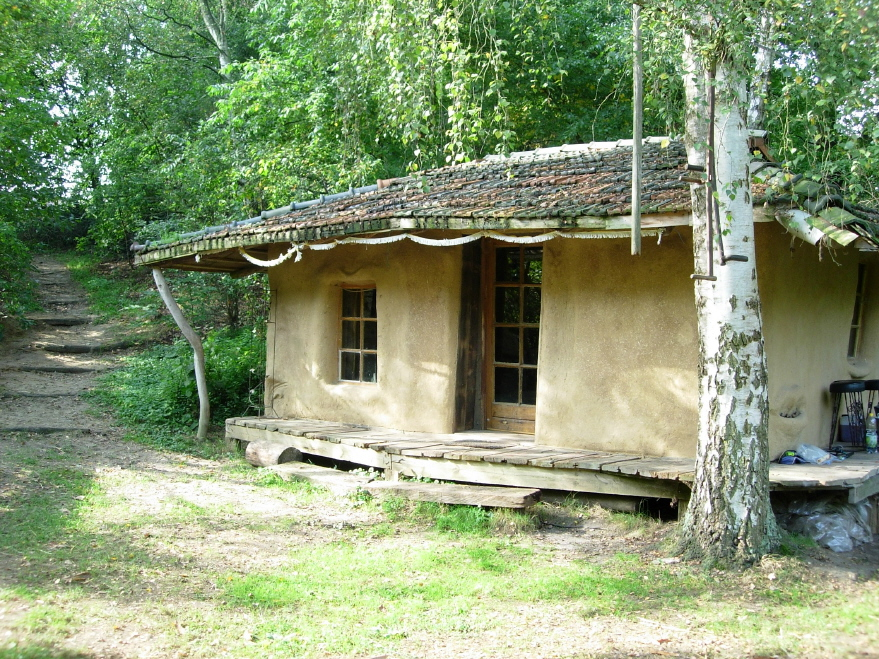
Lakóház vályogból és nádból – a permakultúrás életközösségnek az ember is része

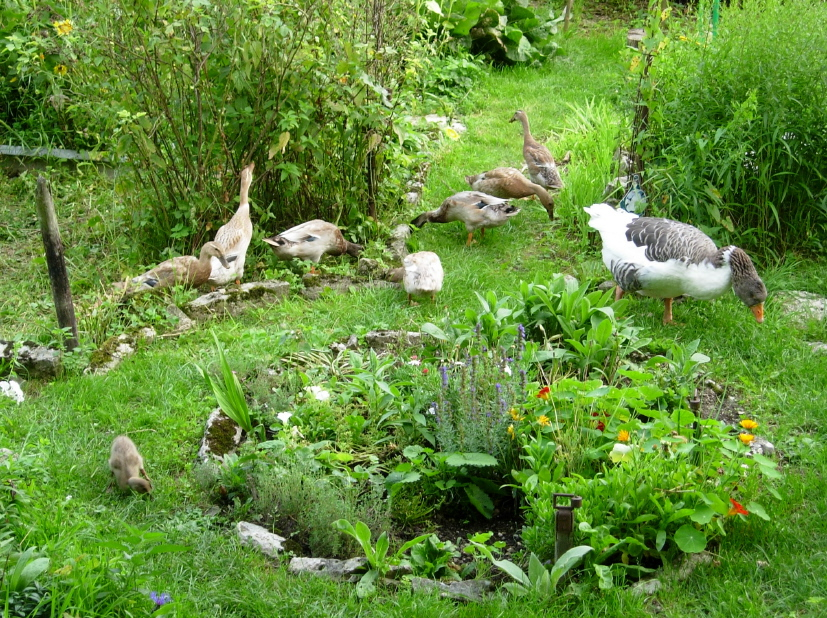
Az állatok segítik eltüntetni a rovarokat, nincs szükség vegyszerekre

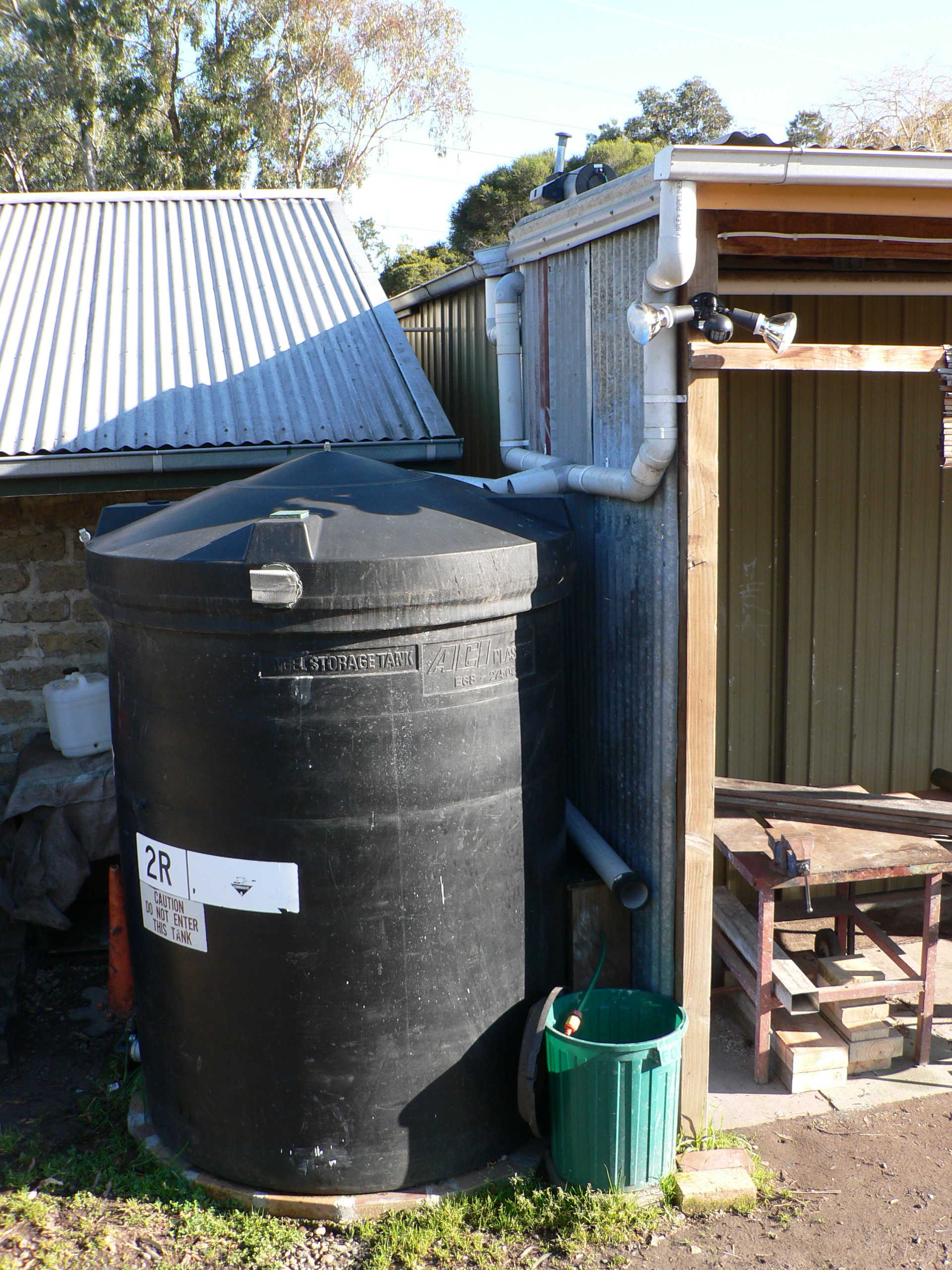
Esővízgyűjtés

A permakultúra eredetileg az emberi élőhelyek és mezőgazdasági rendszerek olyan tervezése majd kialakítása, mely a természetben zajló ökológiai folyamatokat utánozza, veszi mintául. A rendszer minden egyes elemét annak szükségletei, általa nyújtott hasznok, és alapvető tulajdonságai által összehangoltan illeszti az egészbe. A részek közti szinergia a hulladék, az energia-, valamint az emberi munkaerő szükséglet minimalizálásával valósul meg.
Modernkori gyakorlati úttörőjének Sepp Holzer ausztriai gazdálkodót tartják, aki a saját gazdaságát az 1960-as években szervezte meg ezen elvek alapján. Az elméleti alapokat pedig két ausztrál, Bill Mollison és David Holmgren, valamint munkatársaik fektették le az 1970-es évek folyamán egy sor publikációjukban. A permakultúra kifejezés a "permanent agriculture", vagyis állandó mezőgazdaság szavakból származik. A permakultúra definíciója Bill Mollison szerint:
„A permakultúra olyan mezőgazdasági termelő rendszerek tervezése, és működtetése, amelyek rendelkeznek a természetes ökoszisztémák változatosságával, stabilitásával és rugalmasságával. Az emberi közösségek és a természetes táj olyan integrációja, mely lakóinak biztosítani tudja az élelmet, energiát, lakást és egyéb anyagi, és nem anyagi szükségleteit.”
Az 1980-as években alakultak meg az első permakultúrás kísérleti projektek, szövetségek. Bebizonyosodott, hogy a permakultúra elvei megvalósíthatóak a legkülönbözőbb földrajzi, domborzati és éghajlati körülmények között. A permakultúra világmozgalommá vált, napjainkban különböző szövetségek, ökofalvak alakultak világszerte, így Európában is. Magyarországon nincs olyan ökofalu, mely permakultúrás terv alapján épült/alakult volna, de kísérletek több helyen is folynak, például Nagyszékelyben több permakultúrás gazdálkodást meg lehet tekinteni.

A permakultúra ma már nem csak területalapú tervezésről szól, egyre jobban erősödik, mind világ, mind magyarországi szinten a szociális alapú tervezések térhódítása. A MAPER (Magyar Permakultúra Egyesület) társadalmi csoportja például igen komoly aktivitást mutat, de több elérhető tervező is inkább a nem terület alapú tervezések felé orientálódik.

## A permakultúra alapjai
A permakultúrás tervezés a gazdálkodás valamennyi elemét egységes ökológiai rendszerként kezeli. A növények, állatok, emberek, építmények, domborzat, táj, és vízrajzi adottságok szorosan összefüggnek egymással és kölcsönösen előnyös kapcsolathálózat alakul ki közöttük. Így az egyes elemek produktivitása, használhatósága javul, a ráfordítás pedig csökken. A permakultúra célja, hogy az ember számára hasznos fajokból hozzon létre ökológiai rendszereket, és csökkentse az emberi szükségletek megteremtésének ipari hátterét, energiaigényét, környezetromboló hatásait. A nem területalapú tervezéseknél az egyén és közösség együttműködését, fejlődését, kiteljesedését, egymásra és a (szűkebb és tágabb) külső környezetre gyakorolt hatását tervezi, segíti, facilitálja.
A permakultúra három etikai alapvetése:
- a földi bioszféra védelme
- az emberek védelme
- a javak igazságos elosztása

A David Holmgren által összerendezett 12 fő alapelv:
1. Figyeld meg és válj cselekvő részesévé a természetnek
2. Gyűjtsd össze és tárold az energiát
3. Érj el hozamot
4. Gyakorolj önmérsékletet és figyelj a visszajelzésekre
5. Használd és értékeld a megújuló forrásokat és szolgáltatásokat
6. Mindent hasznosíts / ne termelj szemetet
7. Tervezz a mintáktól a részletekig
8. Elkülönítés helyett törekedj egységre
9. Használj kisléptékű, lassú és fokozatos megoldásokat
10. Használd és becsüld a sokféleséget
11. Becsüld meg a szegélyeket és hasznosítsd a peremterületek adta lehetőségeket
12. Figyeld a változást és használd ki kreatívan